# Bhag
Bhag (Urdu: بھاگ ) é uma cidade do Paquistão localizada no distrito de Bolan, província de Baluchistão.

## Demografia
- Homens: 6.380
- Mulheres: 5.917

(Censo 1998)